# Pemphis
Pemphis és un gènere de plantes amb flor de la família Lythraceae.

## Característiques
L'espècie tipus és Pemphis acidula, descrita el 1775; és possible que el gènere sigui monotípic.
Pemphis són arbusts o arbres menuts perennes i halòfits. Es troben a les zones del litoral i a la vora dels manglars, un xic més terra adintre. Les llavors són flotants i poden ser propagades mitjançant els corrents oceànics.
Es troben a la conca Indo-Pacífica

## Usos
La fusta és molt dura, resistent i densa, ideal per fer esculptures i per la construcció de certes peces dels vaixells.
Pemphis acidula és una de les espècies que s'utilitzen per fer bonsai.

## Taxonomia
N'hi ha les espècies següents:
- Pemphis acidula J.R.Forst & G.Forst
- Pemphis eximia King ex J.G.Watson
- Pemphis hexandra Mart. ex Koehne
- Pemphis madagascariensis Koehne
- Pemphis punctata Drake
- Pemphis stachydifolia Mart. ex Koehne